# نامکو کراس کپ‌کام
نامکو کراس کپ‌کام (به ژاپنی: ナムコ クロス カプコン, Namuko Kurosu Kapukon) یک بازی رایانه‌ای در سبک نقش‌آفرینی تاکتیکی ترکیبی است که در سال ۲۰۰۵ به‌طور انحصاری برای کنسول پلی‌استیشن ۲ در ژاپن منتشر شده‌است. این بازی توسط مانولیت سافت ساخته شده و شامل شخصیت‌هایی از دو شرکت بازی‌سازی نامکو و کپ‌کام می‌باشد.

## داستان
داستان بازی در سال ۲۰xx اتفاق می‌افتد و درباره دو شخصیت ساختگی به نام‌های آریسو ریجی و شااومو است که هر دو برای یک تیم ضربتی به نام شینرا کار می‌کنند و وظیفه آن‌ها تحقیق درباره ارواح و عوامل اختلالزای فرازمینی است.